# Bad Suderode
Bad Suderode (jusqu'à 1911 : Suderode) est un quartier de Quedlinbourg, une ville de l'arrondissement de Harz, en Saxe-Anhalt (Allemagne).